# Jonavos Sporto Klubas
O Jonavos Sporto Klubas(em português:  Jonavo Esporte Clube), também conhecido como CBet Jonavos em virtude de seu contrato de patrocinador,  é um clube profissional de basquetebol situado na cidade de Jonava, Condado de Kaunas, Lituânia que disputa atualmente a LKL (Lituânia). Suas partidas como mandante são disputados na Jonava Sports Arena com capacidade para 2.200 espectadores.

## Jogadores Notáveis
- Lukas Brazdauskis
- Romanas Brazdauskis
- Ramūnas Butautas
- Vidas Ginevičius
- Rimantas Grigas
- Tomas Masiulis
- Darius Maskoliūnas
- Darius Sirtautas
- Arvydas Šikšnius
- Edgaras Ulanovas
- Arūnas Visockas